# Mercedes-AMG One
Mercedes-AMG One är en supersportbil som den tyska biltillverkaren Mercedes-Benz dotterbolag Mercedes-AMG introducerade i juni 2022. Bilen visades i konceptform på bilsalongen i Fraklfurt i september 2017.
Mercedes-AMG One är en hybridbil där förbränningsmotorn är en V6:a hämtad från Mercedes-AMG:s formel 1-bilar. Precis som i F1-motorn är turboaggregatet försett med en elmotor på 90 kW. En elmotor på 120 kW är kopplad till V6:ans vevaxel. På framhjulen finns ytterligare två elmotorer på 120 kW vardera som även kan regenerera bromskraft till bilens batteripaket. Räckvidden på ren el uppges vara 18 km. Priset är satt till €2 750 000 före lokala skatter och alla 275 exemplar som ska tillverkas är redan sålda.

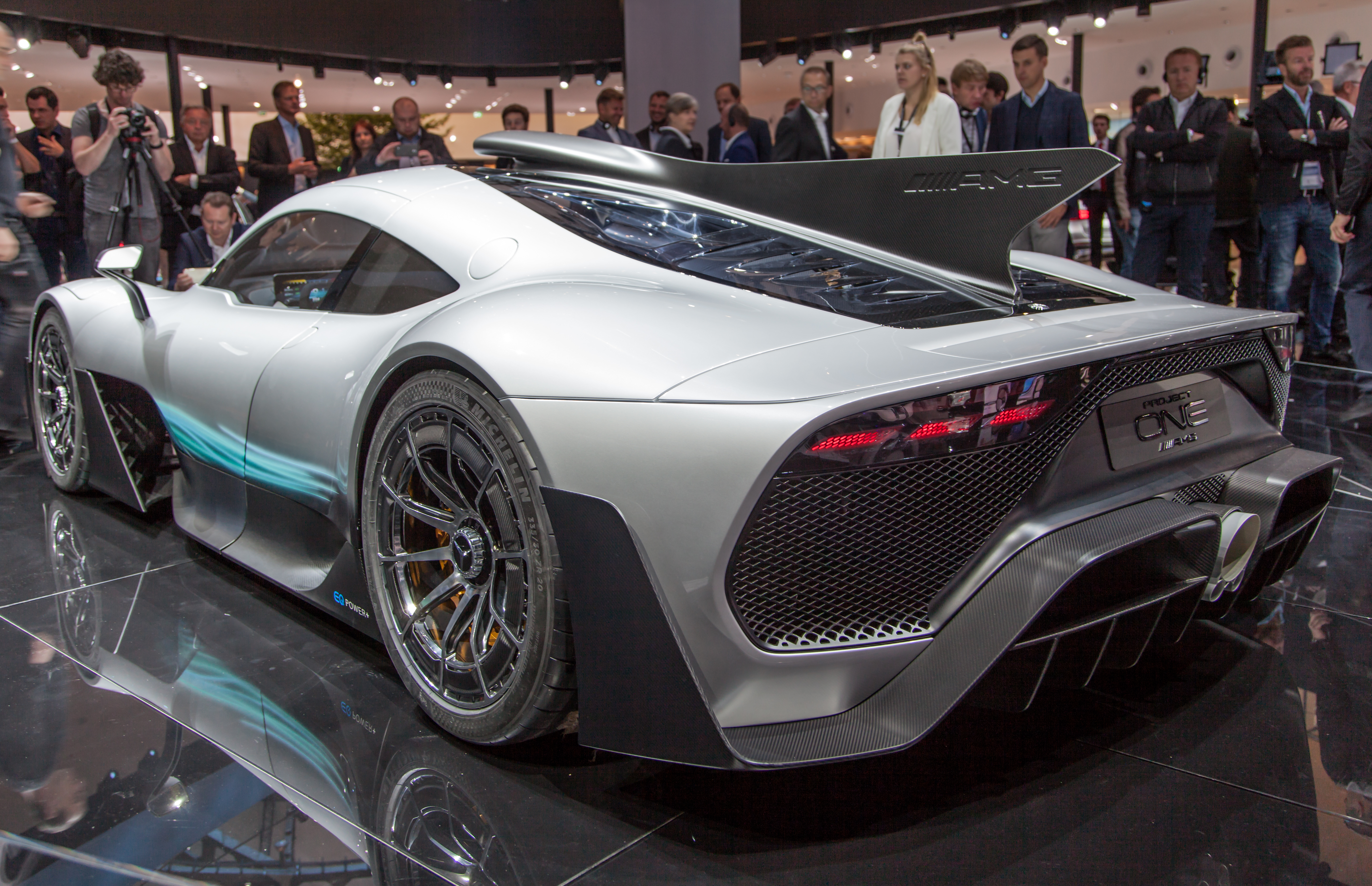

## Tekniska data
| Tekniska data                  | Mercedes-AMG One                                               |
| ------------------------------ | -------------------------------------------------------------- |
| Motor:                         | Mittmonterad 6-cylindrig 90° V-motor med turbo                 |
| Cylindervolym:                 | 1599 cm³                                                       |
| Max effekt:                    | 574 hk vid 9 000 v/min                                         |
| Max vridmoment vid varvtal:    |                                                                |
| Hybridsystem:                  | 2x 120 kW elmotorer på framhjulen, 120 kW elmotor på bakhjulen |
| Systemeffekt:                  | 1063 hk                                                        |
| Växellåda:                     | 7-växlad halvautomat                                           |
| Hjulupphängning:               | Dubbla tvärlänkar, horisontellt liggande skruvfjädrar          |
| Bromsar:                       | Keramiska skivbromsar, ABS                                     |
| Chassi & kaross:               | Självbärande kolfibermonocoque                                 |
| Fälgar, däck:                  | Fram: 10Jx19 med 285/35 ZR19 Bak: 12Jx20 med 335/30 ZR20       |
| Acceleration 0 – 100 km/h:     | 2,9 s                                                          |
| Acceleration 0 – 200 km/h:     | 7,0 s                                                          |
| Acceleration 0 – 300 km/h:     | 15,6 s                                                         |
| Toppfart:                      | 352 km/h                                                       |
| Bränsleförbrukning per 100 km: | 8,7 l                                                          |